# RoboBraille
RoboBraille è un servizio gratuito che tramite e-mail è in grado di convertire documenti in una vasta gamma di formati accessibili, tra cui Braille, MP3 e Daisy . Il servizio può inoltre essere utilizzato per convertire i documenti altrimenti inaccessibili come le immagini digitalizzate e file .pdf in formati più accessibili. RoboBraille è in funzione dal 2004 e attualmente serve migliaia di richieste degli utenti ogni mese da utenti di tutto il mondo.
Il servizio è stato sviluppato congiuntamente dal Centro nazionale danese per Disabilità Visive per l'infanzia e la gioventù e Sensus ApS . RoboBraille è disponibile gratuitamente per gli utenti non-commerciali e non è necessario per gli utenti di registrarsi per utilizzare il servizio. Lo sviluppo e il funzionamento di RoboBraille è stato finanziato dal governo danese, dalla Commissione europea e da fondazioni private. Molte organizzazioni hanno contribuito allo sviluppo del servizio RoboBraille compresi Royal College Nazionale Ciechi con sede a Hereford , Regno Unito , Scuola di San Giuseppe per i Ciechi , l'Irlanda , il Consiglio Nazionale per i Ciechi d'Irlanda , Repubblica d'Irlanda , Associazione Nazionale Subvedenti, l'Italia , CIDEF, il Portogallo , Hilfsgemeinschaft der Blinden und Sehschwachen Österreichs, Austria , Medison, la Polonia , l'Associazione lituana di non vedenti e disabili, la Lituania , Associazione Valentin Haüy, la Francia , e l'Organizzazione Pancyprian dei Ciechi, Cipro .
Nel gennaio 2010, i servizi RoboBraille hanno ricevuto il prestigioso BETT Award per la migliore soluzione in campo educativo Special Needs .
RoboBraille offre cinque diverse categorie di servizi:
Servizi di trascrizione Braille : La traduzione da e Braille (contratto, non-contratto) in danese, inglese , italiano, greco, tedesco, islandese, norvegese e portoghese. Tipi di documenti supportati includono file di testo (DOS e Windows), documenti di Microsoft Word (doc, docx, Word XML), documenti HTML, file rtf, tiff, gif, jpg, bmp, pcx, dcx, J2K, JP2, JPX, djv e tutti i tipi di documenti PDF. Prima che il documento Braille venga restituito all'utente, esso può essere convertito in un particolare insieme di caratteri Braille basato su impostazioni utente. I documenti possono anche essere restituiti in Unicode Braille o formattati in formato testo o PEF (Portable Format Embosser).
Servizi di conversione audio : Tutti i tipi di documenti elencati nella sezione precedente possono essere convertiti in file MP3. Inoltre, RoboBraille è in grado di convertire documenti Word ben strutturati (doc, docx, xml) in Daisy audiolibri completi di audio. I servizi di conversione audio attualmente includono voci di alta qualità per le seguenti lingue: danese, inglese britannico, tedesco, polacco, francese, italiano, Portoghese, sloveno e lituano.Servizi Accessibilità : i documenti, altrimenti inaccessibili, come i file di immagine in gif, tiff, jpg, bmp, pcx, dcx, J2K, JP2, JPX, DJV e immagini solo pdf, così come tutti i tipi di file PDF possono essere convertiti più accessibile formati, tra cui PDF con tag, doc, docx, Word xml, xls, xlsx, csv, testo, RTF e HTML.
Servizi visivi Braille : per sostenere le esigenze delle aziende farmaceutiche, RoboBraille può creare grafica grafica Braille sulla base dei codici Braille di molti paesi europei. Farmaceutica, stampanti e progettisti sostengono file di controllo con il nome del prodotto e la forza, il numero Braille codifica codici regime e della lingua. Una sottoscrizione è richiesta per questi servizi.

## Città metropolitana di Milano
Il Servizio Robobraille negli anni 2007/2008 è stato utilizzato dal Settore Turismo della Provincia di Milano, oggi città metropolitana di Milano, in collaborazione con l'Associazione Nazionale Subvedenti per la versione audio (file MP3) di alcuni itinerari turistici realizzare una serie di file vocali sul territorio milanese in vista di Expo 2015.